# Colegio Cardenalicio

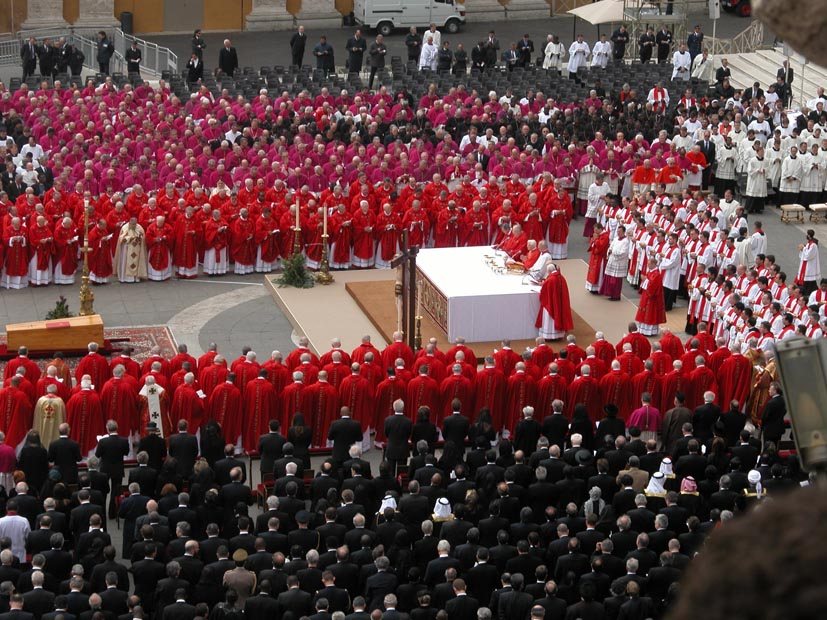
Funeral de Juan Pablo II, el Colegio Cardenalicio (vestimenta roja) ocupa las primeras filas.

El Sacro Colegio Cardenalicio, comúnmente abreviado como Colegio Cardenalicio o Sacro Colegio, es un consejo de alta jerarquía eclesiástica integrado por todos los proclamados cardenales de la Iglesia católica.
Su función consiste en elegir al sumo pontífice en caso de fallecimiento o renuncia del anterior, así como brindar asesoría y consejo al papa, tanto sobre el gobierno de la institución y asuntos relacionados con el sistema de creencias del catolicismo, como sobre  cualquier otro tema de su interés.
Hasta marzo de 2025, hay 252 cardenales, de los cuales 135 son elegibles para votar en un cónclave para elegir un nuevo papa. Los cardenales son nombrados por el papa de por vida, pero la elegibilidad para votar cesa a la edad de 80 años.

## Consistorios
Los consistorios son reuniones formales del Colegio Cardenalicio de la Iglesia católica. Tienen lugar en el Vaticano y los convoca el papa. Se distingue entre consistorios ordinarios y extraordinarios. A los primeros acuden solo los cardenales residentes en Roma, mientras que a los segundos deben asistir obligatoriamente todos los cardenales. 
El consistorio es también la ocasión solemne en la que se nombra a los nuevos cardenales. El Código de Derecho Canónico prevé que dicho nombramiento tenga lugar en presencia del Colegio. Los nombres de los nuevos miembros, generalmente, se anuncian de antemano, pero solo la publicación formal del decreto papal durante el consistorio produce efectos jurídicos. Existe una notable excepción: los cardenales cuyo nombre no es revelado por el papa por razones particulares, normalmente, de carácter político (los llamados cardenales in pectore), tienen la antigüedad y precedencia correspondientes al momento en que el romano pontífice, sin desvelar su nombre, anunció su incorporación al Colegio.
Los nuevos cardenales reciben sus anillos, birretas y solideos. El solideo y la birreta son de color escarlata, el color distintivo de los cardenales, razón por la cual también se les llama purpurados. Según la tradición, cada nuevo cardenal recibe en el consistorio la titularidad de una iglesia de Roma, como símbolo de la unión de los cardenales con el papa. Cuando los miembros del Colegio Cardenalicio se reúnen para la elección de un nuevo pontífice, la asamblea toma el nombre de cónclave y se regula por normas especiales
Antes del Concilio Vaticano II, el consistorio para el nombramiento de nuevos cardenales se desarrollaba en tres momentos: el «consistorio secreto», en el cual el papa anunciaba a los elegidos; el «consistorio público», durante el cual los nuevos cardenales recibían del papa la birreta; y la «imposición del capelo», que podía tener lugar en cualquier momento posterior al consistorio.

## Cónclaves
Durante el período de la sede vacante, debido a la muerte de un papa o su renuncia voluntaria y pública, hasta el nombramiento de uno nuevo, el colegio cardenalicio ejerce la máxima autoridad en la Iglesia, pero resolviendo únicamente los asuntos ordinarios y los inaplazables, sin que le esté permitido inmiscuirse en las materias que de derecho corresponden al romano pontífice; esas cuestiones están reservadas exclusivamente al futuro papa, y las decisiones del Colegio Cardenalicio, sede vacante, solo conservan su validez si el romano pontífice elegido las confirma expresamente. Es el organismo que rige la actividad de la Sede Apostólica y el gobierno de la Ciudad del Vaticano. Una vez pasado el tiempo prescrito después de la muerte o renuncia del papa, los cardenales electores, es decir aquellos que tuvieran menos de 80 años al momento de fallecer o renunciar el último papa, se reúnen detrás de puertas cerradas en el Cónclave (con clave = con llave) para elegir al nuevo pontífice, generalmente entre uno de sus propios miembros, aunque este no es un requisito necesario para ser elevado al papado. Las condiciones para esta elección quedan establecidas en la Constitución Apostólica Universi Dominici Gregis, dada por el papa Juan Pablo II.
Según es tradición, las reuniones del cónclave para la elección de un papa, tienen lugar en la Capilla Sixtina del Vaticano, bajo los frescos de Miguel Ángel, cuyo famoso fresco el Juicio Final, preside la pared principal de esta capilla. 
Los cardenales electores, todos aquellos que el día en que inicia la sede vacante (sea por muerte o por renuncia del sumo pontífice), tengan menos de ochenta años de edad, asumen, por una parte, el gobierno de la Iglesia, y por la otra, la responsabilidad de elegir al nuevo papa en el cónclave. 

Escudo de un cardenal.

El tamaño del Colegio Cardenalicio ha sido históricamente limitado por los papas, concilios ecuménicos, e incluso por el propio Colegio. Desde 1099 hasta 1986, el número medio de cardenales era de aproximadamente 20 (excluidos los posibles indocumentados cardenales del siglo XII, los cardenales nombrados durante el Cisma de Occidente por pontífices actualmente considerados como antipapas, y los sujetos a otros tipos de incertidumbre), casi la mitad de estos fueron creados después de 1655.

## Cargos del Sacro Colegio
- Cardenal decano del Sacro Colegio: es el encargado de presidirlo. Este cargo actualmente esta ocupado por Giovanni Battista Re (no elector) desde el 18 de enero de 2020.
- Cardenal vicedecano: cardenal Leonardo Sandri (no elector) desde el 24 de enero de 2020.
- Cardenal protoobispo: cardenal Francis Arinze (no elector), desde el 4 de septiembre de 2019.
- Cardenal elector anciano: cardenal Leonardo Sandri (no elector) desde el 24 de enero de 2020.
- Cardenal protopresbítero: cardenal Michael Michai Kitbunchu (no elector) desde el 14 de diciembre de 2016
- Cardenal protodiácono: cardenal Dominique Mamberti (elector) desde el 29 de octubre de 2024.
- Secretario: Arzobispo Ilson de Jesus Montanari desde el 28 de enero de 2014 .

Camarlengo
El Camarlengo es un miembro del Colegio de Cardenales y es el tesorero de dicho organismo. Administra todos los bienes, tasas, fondos e ingresos que pertenecen al Colegio de Cardenales; celebra la misa de réquiem para un cardenal difunto; y está a cargo de llevar el registro de las Acta Consistoralia. Este cargo lo ocupa el cardenal Irlandés Kevin Farrell desde el 14 de febrero de 2019.

## Historia
La palabra cardenal deriva del latín cardō, que significa "bisagra". El cargo de cardenal, tal y como se conoce hoy en día, evolucionó lentamente durante el primer milenio a partir del clero de Roma. "La primera vez que aparece el término cardenal en el Liber Pontificalis es en la biografía del papa Esteban III cuando en el Sínodo Romano de 769 se decidió que el pontífice romano debía ser elegido entre los diáconos y cardenales presbíteros".
En 845 el Concilio de Meaux-París "exigió a los obispos que establecieran títulos cardenalicios o parroquias en sus ciudades y demarcaciones". Al mismo tiempo, los papas comenzaron a referirse a los cardenales sacerdotes de Roma para servir como legados y delegados dentro de Roma en ceremonias, sínodos, concilios, etc., así como en el extranjero en misiones diplomáticas y concilios. Aquellos que eran asignados a estas últimas funciones recibían los títulos de Legatus a latere (Cardenal Legado) y Missus Specialis (Misiones Especiales).
Durante el pontificado de Esteban V (816-817), comenzaron a formarse las tres clases del Colegio que existen en la actualidad. Esteban decretó que todos los cardenales-obispos estaban obligados a cantar misa por turno en el altar mayor de la Basílica de San Pedro, una vez por domingo. La primera clase en formarse fue la de los cardenales diáconos, descendientes teológicos directos de los siete originales ordenados en Hechos 6, seguidos de los cardenales-sacerdotes y, por último, los cardenales-obispos.
El Colegio desempeñó un papel fundamental en varias reformas de la Iglesia, ya desde el pontificado del papa León IX (1050). En el siglo XII, el Tercer Concilio de Letrán declaró que sólo los cardenales podían asumir el papado, un requisito que ya no se exige. En 1130, bajo Inocencio II, se permitió a todos los estamentos participar en las elecciones papales; hasta ese momento, sólo los cardenales-obispos tenían esta función.
Entre los siglos XIII y XV, el tamaño del colegio cardenalicio nunca superó la treintena, aunque había más de treinta parroquias y distritos diaconales que potencialmente podían tener un titular; el papa Juan XXII (1316-1334) formalizó esta norma limitando el colegio a veinte miembros.  En el siglo siguiente, aumentar el tamaño del colegio se convirtió en un método del papa para recaudar fondos para la construcción o la guerra, cultivar alianzas europeas y diluir la fuerza del colegio como contrapeso espiritual y político a la supremacía papal.

### Antes de 1555
Entre los siglos XIII y XV, nunca el tamaño del Colegio Cardenalicio superó los 30 miembros, aunque existían más de treinta parroquias y distritos diaconales que potencialmente podrían tener un titular; el papa Juan XXII (1316-1334) formalizó esta norma, al limitar el Colegio a 20 miembros. En el siglo siguiente, el aumento del tamaño del Colegio se convirtió en un método por el cual el papa podía recaudar fondos para la construcción o para la guerra, realizar alianzas con los reinos europeos, y menguar la fuerza espiritual y política del Colegio como contrapeso político de la supremacía papal.
La capitulación del cónclave papal de 1352 limitó el tamaño del Colegio a 20, y decretó que no se crearan nuevos cardenales hasta que el tamaño del Colegio se hubiera reducido a 16, sin embargo, el papa Inocencio VI declaró inválida la capitulación al año siguiente.
El Concilio de Basilea (1431-1437, más tarde trasladado a Ferrara y a Florencia) limitó el tamaño del Colegio a 24, al igual que la capitulación del cónclave de 1464. Las capitulaciones de 1484 (que eligió a Inocencio VIII) y de 1513 (que eligió a León X) contenían la misma restricción. La capitulación de 1492 también es conocida por haber contenido alguna restricción a la creación de nuevos cardenales.
El V Concilio de Letrán (1512-1517), a pesar de su regulación a la vida de los cardenales, no hizo mención del tamaño del Colegio.

### Después de 1555
Pablo IV (1555-1559) dejó reducido el número de miembros del Colegio a 40, pero su sucesor inmediato, el papa Pío IV (1559-1565), lo elevó a 76. El Concilio de Trento en sus 23.ª y 24.ª sesiones (15 de julio y 24 de noviembre de 1563), no fijó un límite al número de miembros del Colegio, aunque Fernando I de Habsburgo había pretendido que se estableciera en 26, y algunos oradores franceses propusieron un total de 24.
El papa Sixto V (1585-1590) aumentó a 70 el número de cardenales en su bula papal Postquam verus ille (3 de diciembre de 1587). Con ello se ajustaba a lo establecido en el libro bíblico de Números, que encargaba el gobierno del pueblo de Israel a 70 ancianos.
El número de 70 fijado por Sixto V se mantuvo hasta que Juan XXIII (1958-1963) lo incrementó, en sucesivos consistorios, a 75 (1958), 88 (1960), y 90 (1962). Pablo VI (1963-1978) lo subió a 105 (1965), 120 (1967), 136 (1969) y, finalmente, a 144 (1973) cardenales. Sin embargo, en 1975, limitó el número de electores papales a 120 y fueron descartados para el cónclave todos los prelados que hubieran cumplido la edad de 80 años.
El papa Juan Pablo II mantuvo oficialmente este límite, pero aprobó «excepciones de carácter temporal» en varias ocasiones, incluso cuando ello le obligaba a crear nuevas iglesias titulares a partir de las construidas después de la Segunda Guerra Mundial en las afueras de Roma.

## Tamaño del Colegio
La capitulación del Cónclave de 1352 limitó el tamaño del colegio a veinte, y decretó que no se podrían crear nuevos cardenales hasta que el tamaño del colegio hubiera descendido a 16; sin embargo, el papa Inocencio VI declaró inválida la capitulación al año siguiente.
A finales del siglo XIV, la práctica de tener cardenales únicamente italianos había cesado. Entre el siglo XIV y el XVII, hubo muchas luchas por el Colegio entre los cardenales de la época y los papas reinantes. La manera más eficaz que tenía un Papa de aumentar su poder era aumentar el número de cardenales, promoviendo a los que le habían nombrado. Los cardenales en el poder veían estas acciones como un intento de debilitar su influencia.
El Concilio de Basilea (1431-1437, más tarde transferido a Ferrara y luego a Florencia) limitó el tamaño del colegio a 24, al igual que la capitulación del cónclave de 1464. Las capitulaciones de los cónclaves de 1484 (papa Inocencio VIII)y 1513 (Papa León X) cónclaves contenían la misma restricción. También se sabe que la capitulación del cónclave de 1492 contenía alguna restricción sobre la creación de nuevos cardenales.
El V Concilio de Letrán (1512-1517), a pesar de su larga regulación de la vida de los cardenales, no consideró el tamaño del colegio.
En 1517 el papa León X añadió otros treinta y un cardenales, con lo que el total ascendió a sesenta y cinco para poder tener una mayoría de apoyo en el Colegio Cardenalicio. El Pablo IV elevó el total a setenta. Su sucesor inmediato, el papa Pío IV (1559-1565), elevó el límite a setenta y seis. Aunque Fernando I del Sacro Imperio Romano Germánico pretendió un límite de 26 y se quejó del tamaño y la calidad del colegio ante sus legados al Concilio de Trento, y algunos asistentes franceses abogaron por un límite de 24, dicho Concilio no prescribió un límite para el tamaño del colegio.  Con el papado del Sixto V (1585-1590), el número se fijó en setenta el 3 de diciembre de 1586, repartidos entre catorce cardenales diáconos, cincuenta cardenales-sacerdotes y seis cardenales-obispos.
Los papas respetaron ese límite hasta que el papa Juan XXIII aumentó varias veces el número de cardenales hasta 88 en enero de 1961 y el papa Pablo VI continuó esta expansión, llegando a 134 en su tercer consistorio en abril de 1969.

## Determinantes
La mayoría de los cardenales abandonan el Colegio solo por muerte, aunque algunos de ellos lo dejen por elección al papado, renuncia o despido. Así también, los cambios en la esperanza de vida explican en parte los aumentos en el tamaño de este.